# Frederick McEvoy
Pour les articles homonymes, voir McEvoy.
Frederick McEvoy, né le 12 février 1907 à Saint-Kilda en Australie et mort le 7 novembre 1951 au Maroc, est un bobeur et pilote automobile australien et britannique.

## Biographie
Éduqué au Stonyhurst College au Royaume-Uni, Frederick McEvoy pratique le tir, les courses automobiles, la plongée sous-marine et la boxe. Il est médaillé de bronze en bob à quatre et 4e en bob à deux aux Jeux olympiques d'hiver de 1936 à Garmisch-Partenkirchen en Allemagne. Il est également champion du monde de bob à quatre en 1937 et 1938 et de bob à deux en 1937 et médaillé d'argent de bob à deux en 1938 et de bob à quatre en 1939. En course automobile, il est notamment sixième de la Coupe Vanderbilt 1936 aux États-Unis. Frederick McEnvoy est aussi connu pour beaucoup jouer dans les casinos européens et pour s'être marié avec de riches héritières. En novembre 1951, alors qu'il navigue au large des côtes marocaines avec sa femme Claude Stephanie Filatre, une tempête arrive et le bateau coule. Il nage vers la terre mais ne trouve pas d'aide et retourne vers sa femme. Ils meurent tous les deux en essayant de retourner vers la côte, entrant en collision avec les rochers.

## Palmarès

### Jeux Olympiques
- : médaillé de bronze en bob à quatre aux Jeux olympiques d'hiver de 1936.

### Championnats monde
- : médaillé d'or en bob à 2 aux championnats monde de 1937.
- : médaillé d'or en bob à 4 aux championnats monde de 1937 et 1938.
- : médaillé d'argent en bob à 2 aux championnats monde de 1938 et 1939.